# Louis Joseph de Bourbon, duce de Vendôme
Louis Joseph de Bourbon, duce de Vendôme (n.1 iulie 1654 - d. 11 iunie 1712), supranumit Le Grand Vendôme, a fost un comandant militar francez, Mareșal al Franței.

## Biografie
A fost fiul lui Louis de Bourbon, Duce de Vendôme și strănepotul lui Henric al IV-lea al Franței și al amantei sale Gabrielle d'Estrées. Mama sa a fost Laura Mancini, sora Olimpiei Mancini, mama Prințului Eugen de Savoia, viitorul său adversar. Orfan la 15 ani,  moștenește o avere imensă și la 18 ani începe cariera militară. Este promovat general-locotenent în 1688. În timpul războiului Marii Alianțe se face remarcat în bătăliile de la Steinkerque și Marsaglia. În 1695 este plasat la comanda armatei care operează în Catalonia, unde în 1697 cucerește Barcelona. La scurt timp este făcut Mareșal al Franței. În 1702 în Războiul Succesiunii Spaniole, preia comanda armatei franco-spaniole în Italia. Pe parcursul a trei campanii se dovedește un demn adversar al Prințului Eugen de Savoia (verișorul său), pe care în cele din urmă îl învinge la Cassano, într-un magnific spectacol de curaj, transformând înfrângerea iminentă a indolentului său frate, Filip de Vendôme, într-un succes glorios. Anul următor obține o nouă victorie la Calcinato, apoi este trimis în Flandra pentru a repara dezastrul de la Ramillies. După plecarea lui Vendôme în Flandra, prințul Eugen și ducele de Savoia înving armata franco-spaniolă aflată sub conducerea Ducelui de Orléans și a mareșalului Ferdinand de Marsin, în bătălia de la Torino pe 7 septembrie 1706. În 1708 are reputația de a fi unicul general francez capabil să țină piept prințului Eugen și ducelui de Marlborough. Dar în Flandra, în conflict cu nepotul lui Ludovic al XIV-lea, Ducele de Burgundia, nu poate împiedica înfrângerea armatei franceze în bătălia de la Oudenaarde în 1708.
Dezgustat de această înfrângere datorată nu doar bravurii adversarilor ci și neînțelegerilor dintre el și ducele de Burgundia, se retrage la moșiile sale. În 1710 se căsătorește cu o verișoară, Marie Anne de Bourbon, fiica lui Henri Jules, Prinț de Condé și nepoata Marelui Condé. Nu vor avea copii. Dar la scurt timp (1710) este chemat de către verișorul său Filip să preia conducerea armatei în Spania. În Spania obține ultimile victorii în bătăliile de la Brihuega și Villaviciosa, victorii care îi asigură lui Filip tronul Spaniei. Moare la Vinaròs, în Spania, pe 11 iunie 1712 și este înmormântat la El Escorial, Madrid.

## Personalitate
Vendôme a fost unul din cei mai remarcabili soldați ai Franței. Pe lângă îndemânarea și imaginația fertilă a unui lider adevărat, avea și un curaj nemăsurat. Adevăratul secret al succeselor sale continue, a fost influența extraordinară ce o avea asupra oamenilor săi.
Deși era unul din cei mai mari generali ai lui Ludovic al XIV-lea, era renumit pentru grosolănia sa.
Se spunea că ar fi avut și mai mult succes dacă ar fi fost obligat să lupte pentru ceva, în loc să obțină totul pe un platou de argint. Era un om cu multe talente, dar și inconstant, leneș și indisciplinat.

## Legături externe
- fr les Bourbon-Vendôme
- en Louis Joseph de Bourbon, duce de Vendome Arhivat în 25 iulie 2020, la Wayback Machine.